# Mariño (municipalité)
Pour les articles homonymes, voir Mariño.
Mariño est l'une des onze municipalités de l'État de Nueva Esparta au Venezuela, située sur l'île de Margarita. Son chef-lieu est Porlamar. En 2011, la population s'élève à 97 667 habitants.

## Géographie

### Subdivisions
Selon l'Institut national de statistique et contrairement à la plupart des municipalités du pays, la municipalité de Mariño ne comporte aucune paroisse civile.